# José Martínez Gázquez
José Martínez Gázquez (María, provincia de Almería, España, 19 de agosto de 1943), es un filólogo español. Actualmente es profesor de Filología Latina en la Universidad Autónoma de Barcelona.

## Biografía
Inició sus estudios de Humanidades y Filosofía en el Seminario Diocesano de Almería. Estudió la licenciatura en Filología Clásica en la Universidad de Valencia y Barcelona. En 1973 obtuvo el título de Doctor por la UB con Premio extraordinario de Doctorado. Fue Profesor Ayudante de la Universidad de Barcelona entre 1970 y 1972, y profesor de la Universidad Autónoma de Barcelona desde 1972 hasta 1988. Fue Catedrático de la Universidad de Murcia durante el curso 1988-1989 y catedrático de la Universidad Autónoma de Barcelona entre 1989 y 2013. Desde 2013 es profesor emérito.

## Distinciones académicas
- Doctor honoris causa por la Friedrich-Alexander-Universität Erlangen-Nürnberg. Alemania 07-05-2014.
- Académico de Número de la “Real Academia de Buenas Letras de Barcelona”.
- Associé correspondant étranger (a.c.é.) de la Société Nationale des Antiquaires de France.
- Miembro del International Medieval Latin Committee Miembro del Consiglio di amministrazione de la SISMEL, Società Internazionale per lo Studio del Medio Evo Latino, Firenze.
- Premio de Excelencia de Investigación (PREI). Sección de Ciencias Humanas de la Universidad Autónoma de Barcelona 2008.

## Publicaciones
Ha publicado más de 175 trabajos científicos, libros y artículos en editoriales y revistas nacionales e internacionales. Sus principales intereses en el campo de la investigación han sido:
Historia de la Hispania romana:
- La Campaña de Catón en Hispania, Barcelona 1974, (19922ª).
- "Los dioses médicos y el culto a la salud en Herbarios romanos. Pseudo-Musa y Pseudo-Apuleyo”, La cultura latina en la Cueva Negra. En agradecimiento y homenaje a los Prf. A. Stylow y M. Mayer. Antigüedad y Cristianismo. XIX 2002, pp. 67-75.
- “Livio e Hispania”, Hispanité et Romaniité. Jean Marie André (ed.). Madrid, 2004, pp. 177-187.
- "La percepción del poder indígena en Hispania en Tito Livio", Pouvoir des hommes, pouvoir des mots, des Gracques à Trajan. Hommages au Prof. Paul M. MARTIN. Textes édités par O. DEVILLERS et J. MEYERS: Louvain. Paris, 2009, pp. 227-237.

Estudio y edición de las traducciones latinas del Corán y literatura de confrontación religiosa en la Península Ibérica:
- “Trois traductions médiévales latines du Coran: Pierre le Venerable-Robert de Ketton, Marc de Tolède et Jean de Segobia”, Revue des Études Latines 80, 2002, pp. 223-236.
- "El Prólogo de Juan de Segobia al Corán (Qur’ān) trilingüe (1456)", Mittellateinisches Jahrbuch 38, 2003, pp. 389-410.
- “Translations of the Qur’an and Other Islamic Texts before Dante (Twelfth and Thirteenth Centuries)", Dante Studies LCXXV 2007 79-92.

Estudio y edición de textos cientifícos árabes traducidos al latín:
- Las tablas de los movimientos de los cuerpos celestiales del Iluxtrisimo Rey don Alonso de Castilla seguidas de su Additio. (Traducción castellana anónima de los Cánones de Juan de Sajonia), Murcia, 1989.
- Pedro Gallego, Opera omnia quae exstant. Summa de astronomía. (Apéndice J. Samsó), “La cultura astronómica de Pedro Gallego”) Liber de animalibus. De re oeconomica. SISMEL, Firenze, 2000.
- "Auctor et Auctoritas en las traducciones del griego y el árabe al latin", Auctor et Auctoritas in Latinis Medii Aeui Litteris Author and Authorship in Medieval Latin Literature. Proceedings of the VIth Congress of the International Medieval Latin Committee (Benevento-Naples, November 9-13, 2010) edited by Edoardo D’Angelo and Jan Ziolkowski. SISMEL, Firenze, 2014 pp. 691-707.
- "Titulus V of Petrus Alfonsi's Dialogus and Alfonso de Espina's Fortalitium fidei", Petrus Alfonsi and his Dialogus. Background, Context, Reception. Edited by C. Cardelle and Ph. Roelli. SISMEL, Firenze, 2014.

Estudios de Hagiografía medieval:
- "Los estudios hagiográficos sobre el Medioevo en los últimos treinta años en Europa: España", Hagiographica Rivista di agiografia e biografia della SISMEL. “Gli studi agiografici sul Medioevo negli ultimi trenta anni in Europa” VI 1999, pp. 1-22.
- “Las reliquias del Monasterio de Sant Cugat del Vallés en el siglo XIII y los abades Raimundus de Bagnariis y Petrus de Ameniis”, Societas amicorum. Mélanges offerts à F. Dolbeau pour son 65e anniversaire. Ëtudes réunies par J. Elfassi, C. Lanéry et A.M. Turcan-Verkerk. Firenze, 2012, pp. 460-471.